# Campionati asiatici di badminton 2024
I Campionati asiatici di badminton 2024 si sono svolti a Ningbo, in Cina, dal 9 al 14 aprile. È stata la 41ª edizione del torneo, organizzato dalla Badminton Asia.

## Podi
| Evento              | Oro                        | Argento                     | Bronzo                     |
| Singolare maschile  | Jonatan Christie           | Li Shifeng                  | Shi Yuqi                   |
| Singolare maschile  | Jonatan Christie           | Li Shifeng                  | Kodai Naraoka              |
| Singolare femminile | Wang Zhiyi                 | Chen Yufei                  | He Bingjiao                |
| Singolare femminile | Wang Zhiyi                 | Chen Yufei                  | Han Yue                    |
| Doppio maschile     | Liang Weikeng Wang Chang   | Goh Sze Fei Nur Izzuddin    | Lee Jhe-huei Yang Po-hsuan |
| Doppio maschile     | Liang Weikeng Wang Chang   | Goh Sze Fei Nur Izzuddin    | Aaron Chia Soh Wooi Yik    |
| Doppio femminile    | Baek Ha-na Lee So-hee      | Zhang Shuxian Zheng Yu      | Chen Qingchen Jia Yifan    |
| Doppio femminile    | Baek Ha-na Lee So-hee      | Zhang Shuxian Zheng Yu      | Liu Shengshu Tan Ning      |
| Doppio misto        | Feng Yanzhe Huang Dongping | Seo Seung-jae Chae Yoo-jung | Zheng Siwei Huang Yaqiong  |
| Doppio misto        | Feng Yanzhe Huang Dongping | Seo Seung-jae Chae Yoo-jung | Jiang Zhenbang Wei Yaxin   |

## Medagliere
| Posiz. | Nazione       | Oro | Argento | Bronzo | Totale |
| ------ | ------------- | --- | ------- | ------ | ------ |
| 1      | Cina          | 3   | 3       | 7      | 13     |
| 2      | Corea del Sud | 1   | 1       | 0      | 2      |
| 3      | Indonesia     | 1   | 0       | 0      | 1      |
| 4      | Malaysia      | 0   | 1       | 1      | 2      |
| 5      | Taipei cinese | 0   | 0       | 1      | 1      |
| 5      | Giappone      | 0   | 0       | 1      | 1      |
| Totale | Totale        | 5   | 5       | 10     | 20     |